# Javier Iritier
Javier Iritier (Gregorio de Laferrère, 20 dicembre 1994) è un calciatore argentino, centrocampista del Chaco For Ever.

## Caratteristiche tecniche
È un trequartista.

## Carriera
Cresciuto nelle giovanili dell'Huracán, ha esordito il 29 ottobre 2016 in occasione del match pareggiato 1-1 contro il Rosario Central.

## Statistiche

### Presenze e reti nei club
Statistiche aggiornate al 17 marzo 2018.
| Stagione        | Squadra          | Campionato      | Campionato | Campionato | Coppe nazionali | Coppe nazionali | Coppe nazionali | Coppe continentali | Coppe continentali | Coppe continentali | Altre coppe | Altre coppe | Altre coppe | Totale | Totale | Totale |
| Stagione        | Squadra          | Comp            | Pres       | Reti       | Comp            | Pres            | Reti            | Comp               | Pres               | Reti               | Comp        | Pres        | Reti        | Pres   | Reti   |        |
| --------------- | ---------------- | --------------- | ---------- | ---------- | --------------- | --------------- | --------------- | ------------------ | ------------------ | ------------------ | ----------- | ----------- | ----------- | ------ | ------ | ------ |
| 2016-2017       | Huracán          | PD              | 5          | 0          | CA              | 0               | 0               |                    | -                  | -                  |             | -           | -           | 5      | 0      |        |
| 2016-2017       | Estudiantes (LP) | PD              | 0          | 0          | CA              | 0               | 0               | CL+CS              | 3+1                | 1+0                |             | -           | -           | 4      | 1      |        |
| 2017-2018       | Tigre            | PD              | 7          | 0          | CA              | 0               | 0               |                    | -                  | -                  |             | -           | -           | 7      | 0      |        |
| Totale carriera | Totale carriera  | Totale carriera | 12         | 0          |                 | 0               | 0               |                    | 4                  | 1                  |             | -           | -           | 16     | 1      |        |